# Bill Stewart (hockeista su ghiaccio)
William Donald Stewart, meglio conosciuto come Bill Stewart (Toronto, 6 ottobre 1957), è un allenatore di hockey su ghiaccio ed ex hockeista su ghiaccio canadese naturalizzato italiano, di ruolo difensore.
È padre di Chelsea, ex calciatrice che ha vestito la maglia della nazionale canadese che ha conquistato la medaglia di bronzo olimpica a Londra 2012.